# Henri Malosse
Henri Malosse (ur. 6 października 1954 w Montpellier) – francuski działacz społeczny i gospodarczy, w latach 2013–2015 przewodniczący Europejskiego Komitetu Ekonomiczno-Społecznego.

## Życiorys
Absolwent Instytutu Nauk Politycznych w Paryżu (1976). W 1979 uzyskał dyplom DEA w zakresie studiów nad Europą Środkowo-Wschodnią. Kształcił się również na uniwersytetach w Monachium i Warszawie.
Zawodowo związany z sektorem małych i średnich przedsiębiorstw. Działał na rzecz utworzenia we Wspólnotach Europejskich delegacji CCI France, francuskiej izby przemysłowej i handlowej. W 1987 zainicjował powołanie sieci Euro Info Centre, która w 2003 obejmowała około 300 punktów informacyjnych skierowanych do przedsiębiorców. W 1995 utworzył w Brukseli i do 2003 kierował stałym przedstawicielstwem około 140 organizacji francuskich. Został również nauczycielem akademickim, wykładając na uczelniach w Strasburgu, Wrocławiu i Kownie.
W 1995 wszedł w skład Europejskiego Komitetu Ekonomiczno-Społecznego, przygotował kilkadziesiąt raportów, m.in. opracowanie krytykujące tzw. dyrektywę usługową. W ramach komitetu w latach 2006–2013 przewodniczył Grupie I (pracodawców), od 2013 do 2015 stał natomiast na czele całej instytucji.
Kawaler Orderu Narodowego Zasługi oraz Legii Honorowej.